# نبرد ملت
نَبَردِ مِلَّت نشریه‌ای هفتگی بود که در آغاز دهه ۳۰ خورشیدی (۱۳۲۹) در ایران منتشر می‌شد. این نشریه تا سال ۱۳۳۱ سخن‌گوی سازمان فدائیان اسلام شمرده می‌شد. مدیر آن امیرعبدالله کرباسچیان بود. انتشار این هفته‌نامه از سال ۱۳۳۴ خورشیدی متوقف شد. بعد از انقلاب ۵۷ نیز مدتی منتشر شد.